# Tempelbezirk von Empel

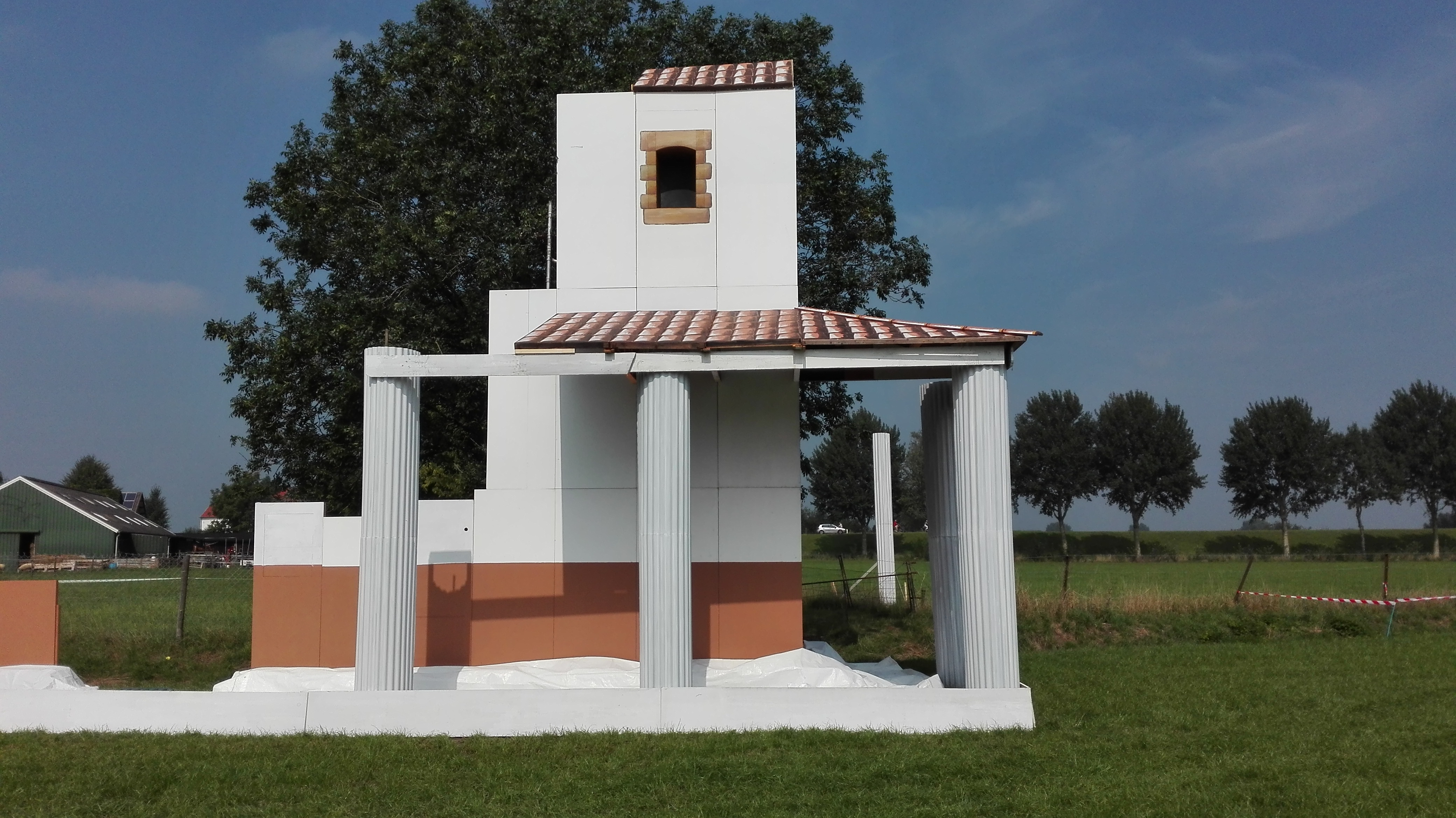
Empel-Tempel

Der Tempelbezirk von Empel ist ein kleiner gallo-römischer Kultplatz in Empel, einem Stadtteil von ’s-Hertogenbosch in der Provinz Nordbrabant (Niederlande), der insbesondere seit Mitte des 1. Jahrhunderts als der zentrale religiöse Kultort der Bataver und deren Hauptgottheit Hercules Magusanus gilt.
Ein Amateur-Archäologe fand Ende des Jahres 1986 auf einem Acker südlich der Maas bei Empel eine große Anzahl römischer Scherben und Ziegel, einige keltische und römische Münzen sowie Fibeln. Die nachfolgende planmäßige Sammlung durch den Erstfinder und die Feststellung einer erhöhten Fundkonzentration in den folgenden Jahren führten im September 1989 zu ersten Suchgrabungen durch Archäologen des Albert Egges van Giffen-Instituut voor Prae- en Protohistorie der Freien Universität Amsterdam. Das Grabungsareal liegt 500 m von der Maas entfernt auf einem östlichen Ausläufer eines schmalen Sandrückens, der in ostwestlicher Richtung verläuft und eine Fläche von 300 × 100 m umreißt. Die Flur wird örtlich als „De Werf“ bezeichnet. Geprägt ist die Topographie durch die aufgeschichteten Flusssedimente, Sande, die die üblichen Donke ausgeformt haben. Die erhöhte Lage von De Werf („künstlich erhöhtes Gelände an einer Wasserfläche“) zeigt über das Mittelalter hinweg eine kontinuierliche Besiedelung und Nutzung, nicht zuletzt zeigt der Name von seiner Bedeutung her die Nützlichkeit der natürlichen landschaftlichen Gegebenheit für die Siedler über die Zeiten hinweg. In den 1950er Jahren wurden im Rahmen der Flurbereinigungen an der Donk De Werf Geländeabtragungen durchgeführt, sodass zu Beginn der Grabung eine erhebliche Veränderung der ursprünglichen Lage vorgefunden wurde und die Fundlage der römischen- und vorrömischen Schichten beeinträchtigt, beziehungsweise gestört war. Am Ende des östlichen Ausläufers wurden, bei einer durchschnittlichen Breite des Geländes von circa 50 m, massiv gemauerte römerzeitliche Fundamente entdeckt, die auf ein monumentales Gebäude und durch gefundene Umgrenzungsmauern auf einen Gebäudekomplex hinwiesen.

## Fundmaterial
Zum reichhaltigen Fundmaterial gehören u. a. ein Bronzeplättchen mit einer Weihung an Hercules Magusenus sowie eine Bronzestatuette des Hercules.